# Zbigniew Szałajda
Zbigniew Karol Szałajda (ur. 11 maja 1934 w Wilnie, zm. 5 maja 2024) – polski inżynier hutnik i polityk PZPR. Minister hutnictwa (1980–1981), minister hutnictwa i przemysłu maszynowego (1981–1982) oraz wiceprezes Rady Ministrów (1982–1988).

## Życiorys
Syn Jana i Gizeli. W 1956 uzyskał tytuł zawodowy magistra inżyniera mechanika na Wydziale Mechanicznym Politechniki Śląskiej. Po ukończeniu studiów pracował w hutach „Florian” (1956–67), im. F. Dzierżyńskiego (1967–70), po czym został dyrektorem naczelnym hut „Kościuszko”) (1970–74) i „Katowice” (1974–1980).
20 kwietnia 1960 został przyjęty do Polskiej Zjednoczonej Partii Robotniczej. Należał do egzekutyw oddziałowych organizacji partyjnych, jak również zakładowych i wojewódzkiej w Katowicach, wchodził również w skład plenum komitetu miejskiego w Chorzowie i Świętochłowicach. Od 8 października 1980 do 3 lipca 1981 był ministrem hutnictwa w rządzie Józefa Pińkowskiego i Wojciecha Jaruzelskiego, od 10 lipca 1981 do 9 października 1982 ministrem hutnictwa i przemysłu maszynowego. Po złożeniu teki ministerialnej został wicepremierem, funkcję tę pełnił następnie w rządzie Zbigniewa Messnera. W 1986 stanął na czele specjalnej kryzysowej komisji rządowej, powołanej w związku z katastrofą w Czarnobylu. W 1987 przewodniczył specjalnej komisji rządowej powołanej do zbadania katastrofy samolotu pasażerskiego IŁ-62M SP-LBG, rozbitego w Lesie Kabackim 9 maja 1987. W latach 1984–1988 był przewodniczącym Komitetu do Spraw Nauki i Postępu Technicznego przy Radzie Ministrów.
W latach 1986–1990 był członkiem Komitetu Centralnego PZPR. W 1983 wybrany w skład Zarządu Głównego Towarzystwa Przyjaźni Polsko-Radzieckiej. Od 1989 do 1991 pełnił funkcję zastępcy Stałego Przedstawiciela PRL w Radzie Wzajemnej Pomocy Gospodarczej w Moskwie, z tytułem ambasadora ad personam.
Po 1990 pracował w sektorze prywatnym. Od czerwca 2003 był przewodniczącym Rady Nadzorczej Stalexport Centrostal Warszawa S.A., a od stycznia 2004 członkiem Rady Nadzorczej Stalexport S.A. W tym czasie pełnił również funkcję przewodniczącego Rady Nadzorczej spółki Biproferm Sp. z o.o. (Biuro Projektów i Generalnego Wykonawstwa).
Został pochowany 13 maja 2024 na cmentarzu Wawrzyszewskim.

## Odznaczenia[6]
- Nagroda państwowa (1978)
- Krzyż Komandorski z Gwiazdą Orderu Odrodzenia Polski
- Order Sztandaru Pracy I klasy
- Order Sztandaru Pracy II klasy
- Złoty Krzyż Zasługi
- Srebrny Krzyż Zasługi
- Medal 30-lecia Polski Ludowej
- Medal 40-lecia Polski Ludowej
- Złota odznaka „Zasłużonemu w rozwoju województwa katowickiego”
- inne odznaczenia polskie i zagraniczne